# Phoxinellus dalmaticus
Phoxinellus dalmaticus és una espècie de peix cipriniforme de la família dels ciprínids que es troba a Croàcia.